# Futsal (KBVB)
Futsal is het zaalvoetbal dat in België officieel wordt ingericht door de KBVB, de federatie die ook veldvoetbal inricht. 

## Historiek
In 1991 startte de Koninklijke Belgische Voetbalbond (KBVB), hiertoe verplicht door de UEFA, met een eigen zaalvoetbalcompetitie en bekerkampioenschap. Hierdoor verlieten circa 25.000 leden (1200 clubs)  de Belgische Zaalvoetbalbond (BZVB) en gingen onder de vleugels van de KBVB verder.